# Усов Микола Харитонович
Микола Харитонович Усов (рос. Николай Харитонович Усов; нар. 10 листопада 1904 — пом. 5 червня 1964) — радянський футболіст і футбольний суддя. Один з найкращих арбітрів СРСР 1930-х — 1940-х років. Суддя всесоюзної категорії (1934), представляв Ленінград. У вищій лізі обслуговував 78 (за іншими даними — 71) ігор (1936 — 1949). Єдиний із футбольних суддів, удостоєний звання заслуженого майстра спорту СРСР (1943).
Нападник, виступав за ленінградські команди «Коломяги» (1922—1926), «Стадіон ім. Леніна» (1927—1928), «Балтвод» (1929—1931). 1930 року грав за збірну Ленінграда.
У суддівстві з 1931 року. Обслуговував фінал першого Кубка СРСР 1936 року: «Локомотив» (Москва) — «Динамо» (Тбілісі) — 2:0. Майор радянської армії, судив відомий футбольний матч у блокадному Леніграді в травні 1942 року. Нагороджений Почесним суддівським знаком (1956).